# José Pisa
Pour les articles homonymes, voir Pisa.
José Pisa est auteur-compositeur et guitariste flamenco.

## Biographie
Né à Bordeaux d'une famille flamenca, José Pisa part vivre aux États-Unis alors qu'il est très jeune.
À l'âge de neuf ans, son père le confie à Sabicas, maître incontesté de la guitare flamenca, qui reconnaît en lui des dispositions musicales exceptionnelles. Il est son élève particulier pendant quatre ans.
Il donne son premier récital à l'âge de onze ans au théâtre Avenida à Buenos-Aires. Il rentre en France à douze ans.
Il part en Espagne à la rencontre des meilleurs guitaristes.C'est là qu'il commence à composer. Paco de Lucía l'invite chez lui à Madrid. Ils deviendront des amis intimes et se croiseront régulièrement sur des différentes scènes, à Paris et autres. Il y rencontre aussi John McLaughlin.
Il est 1er prix au Conservatoire de Paris à dix-sept ans.
Il part en tournée au Japon puis en Europe (Espagne, Belgique, Portugal, Allemagne).
Il part en tournée en France avec Georges Moustaki,,. Il compose pour lui la musique de son album Flamenco.
Il s'intéresse à d'autres formes musicales. Il se produit avec des artistes de variétés : Nina Hagen, Serge Lama, Enrico Macias, Mouloudji, Kid Créole & the Coconuts, Rita Mitsouko - avec les musiciens de jazz Ray Charles et Stéphane Grapelli.
Il fait la première partie du concert de Ray Charles au Futuroscope de Poitiers.
Il est l'invité à plusieurs reprises d'émissions télévisées, de Jacques Chancel dans Le Grand Échiquier et de Maritie et Gilbert Carpentier aux côtés de Dalida, Enrico Macias, Mike Brant, Claude François.
Il enregistre le disque Flamenco 2000 avec l'orchestre philharmonique de l'Opéra de Paris.
Il se produit cinq fois en solo à l'Olympia avec notamment Georges Moustaki et plus récemment Anne Etchegoyen.
Il met au point un modèle de Guitare Flamenca avec l'un des plus grands luthiers espagnols, en bois précieux, en privilégiant la qualité du son et son accessibilité.
Son esprit est ouvert et créatif : il développe un flamenco intemporel à la fois ancestral et avant-gardiste.
Il se produit avec ses propres formations avec des compositions originales, en duo puis en septet. sans succès

## Discographie
- 1972 : Le nouveau monde du Flamenco - 33 tours (EMI)
- 1974 : Feu, sang et poésie - 33 tours (Disc AZ) (BNF 37860129)
- 1977 : Flamenco 2000 - 45 tours (Hispavox)
- 1979 : Arte y Sonido - 33 tours (Polydor)
- 1979 : Georges Moustaki - Théâtre Royal des Galeries de Bruxelles (Live) - Guitare[6]
- 2019 : EP Mémorias (escape records)

## Apparitions TV
- Le grand échiquier - Mouloudji (1973)
- Top à... - Enrico Macias (1972 et 1973)[7]
- Midi première -  Georges Moustaki (1979)[8]